# Università Medica di Hanoi
L'Università Medica di Hanoi (Đại học Y Hà Nội in vietnamita) è la più antica università del Vietnam; la sua sede si trova ad Hanoi, capitale del Paese.
L'università venne fondata nel 1902 dai francesi durante la colonizzazione francese sotto il nome di École de Médecine de l’Indochine. Il primo preside fu Alexandre Yersin, co-scopritore del bacillo responsabile della peste o del parassita bubbonico, che fu così ribattezzato in suo onore (Yersinia Pestis).

## Storia
L'Università Medica di Hanoi fu la prima università moderna in Vietnam e la seconda di tutte le università vietnamite dopo il tempio della letteratura. Si trovava nella strada Le Thanh Tong, vicino a quello che allora era il suo policlinico universitario, l'Ospedale 108. Nel 1961, l'Università di Farmacia, di nuova creazione, prese residenza nel vecchio campus. Il sito è stato anche condiviso con la Facoltà di scienze della Università nazionale del Vietnam di Hanoi.
L'HMU si trasferì quindi in un campus di nuova costruzione nel suo attuale indirizzo in via Ton That Tung, e vicino al più grande ospedale di Hanoi, Bach Mai. Ha anche uffici nell'ospedale di Viet Duc. L'università è affiliata con l'ospedale nazionale pediatrico, l'ospedale nazionale di ostetricia e ginecologia, l'ospedale E, l'ospedale nazionale oncologico, l'istituto nazionale di ematologia e trasfusione, l'ospedale nazionale per le malattie tropicali, l'ospedale nazionale di dermatologia e veneorologia e l'ospedale di Duc Giang. Ha anche il suo policlinico universitario, l'ospedale dell'università medica di Hanoi.